# 十三崖のチョウゲンボウ繁殖地

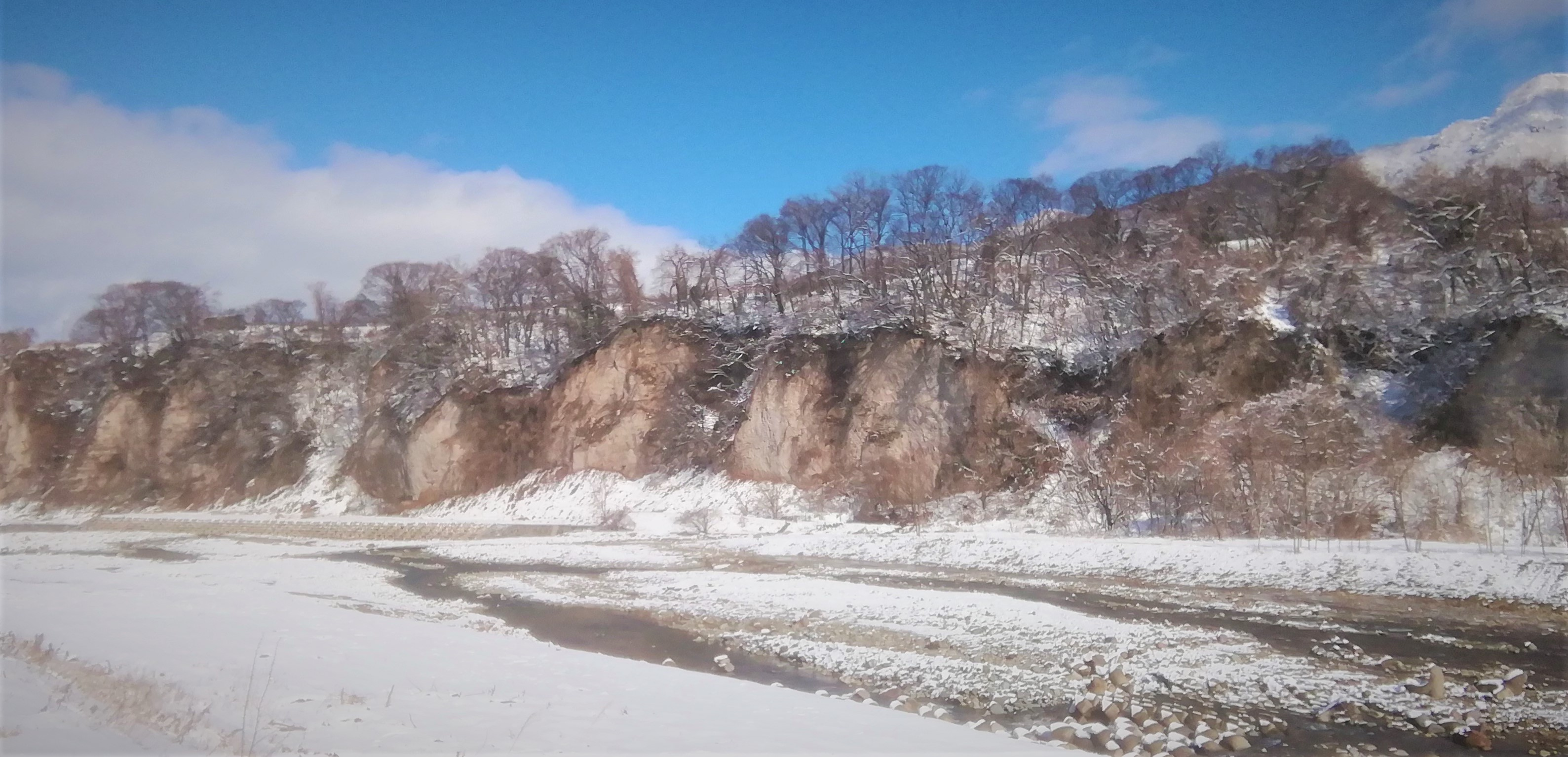
十三崖のチョウゲンボウ繁殖地

十三崖のチョウゲンボウ繁殖地（じゅうさんがけのチョウゲンボウはんしょくち）は、長野県中野市竹原にある夜間瀬川の十三崖に住むチョウゲンボウの繁殖地である。1953年（昭和28年）11月14日に史跡名称天然記念物として国の指定を受けた。

## 概要

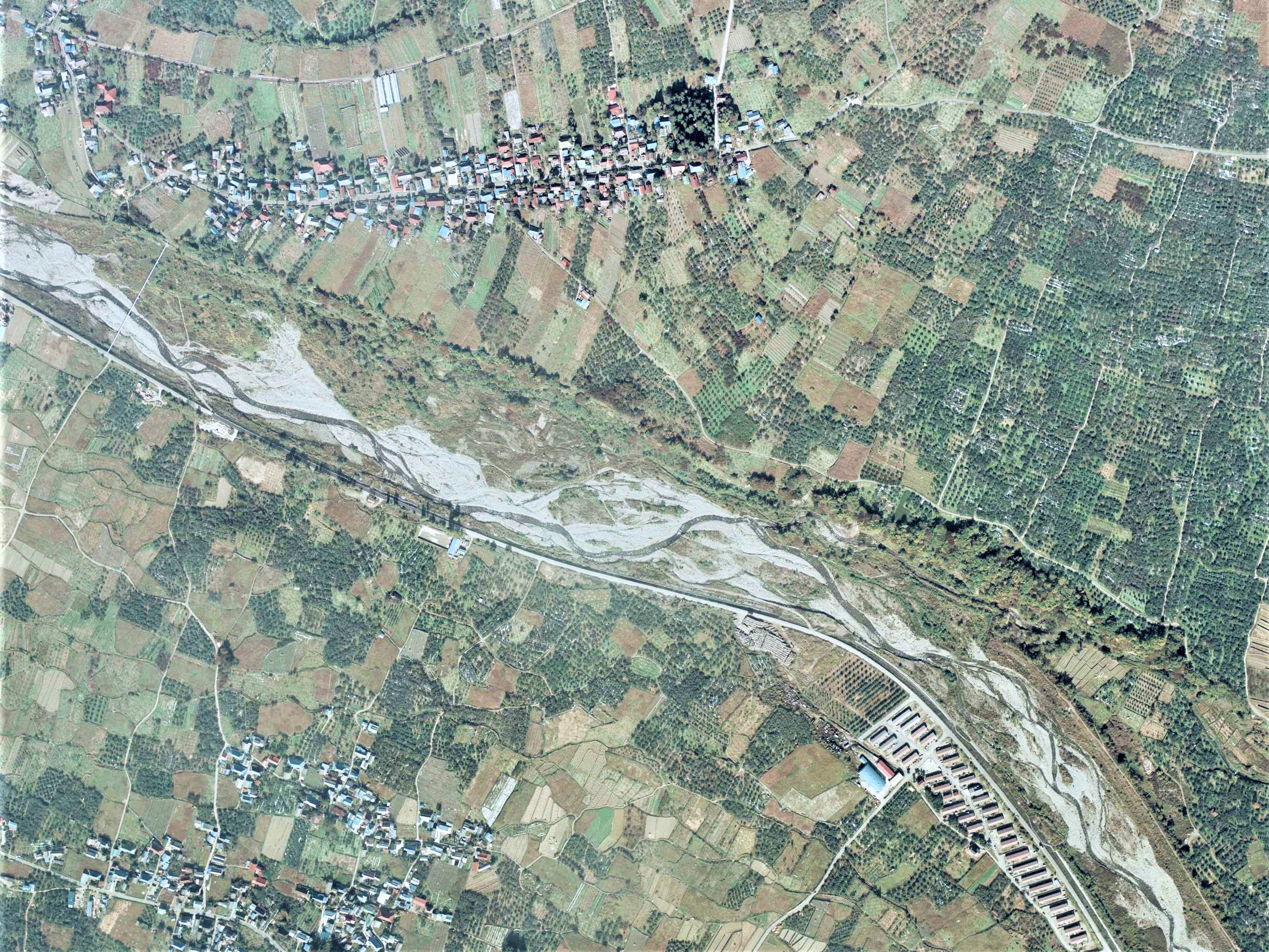
十三崖付近の空中写真。
1976年11月4日撮影。。

チョウゲンボウはハイタカ・ヘエタカ・マグソタカなどと呼ばれている。ハトより一まわり大型で、つばさを全開すると60 cmくらいあるハヤブサ科の鳥である。
巣は大岩壁の割れ目や高木上の他のタカ類の古巣を利用して造る。十三崖のように岩壁が大きな場合は巣のアパートとなり集団繁殖になる。十三崖のチョウゲンボウは、3月下旬に交尾し3月下旬から4月上旬まで産卵する。5月上旬から下旬にかけて、ひなは巣穴の中で卵からかえる。巣立つまでの期間は約3週間で、5月下旬から遅いものでも6月下旬には巣立つ。その後巣穴付近の崖や木立で過ごし、秋になると大方は分散する。春になると十三崖に戻ってくる。
一般的にはチョウゲンボウは 集団生息しないといわれているが、十三崖のチョウゲンボウは集団で営巣する大変珍しい例として1953年（昭和28年）11月14日に国の天然記念物に指定された。

## 十三崖

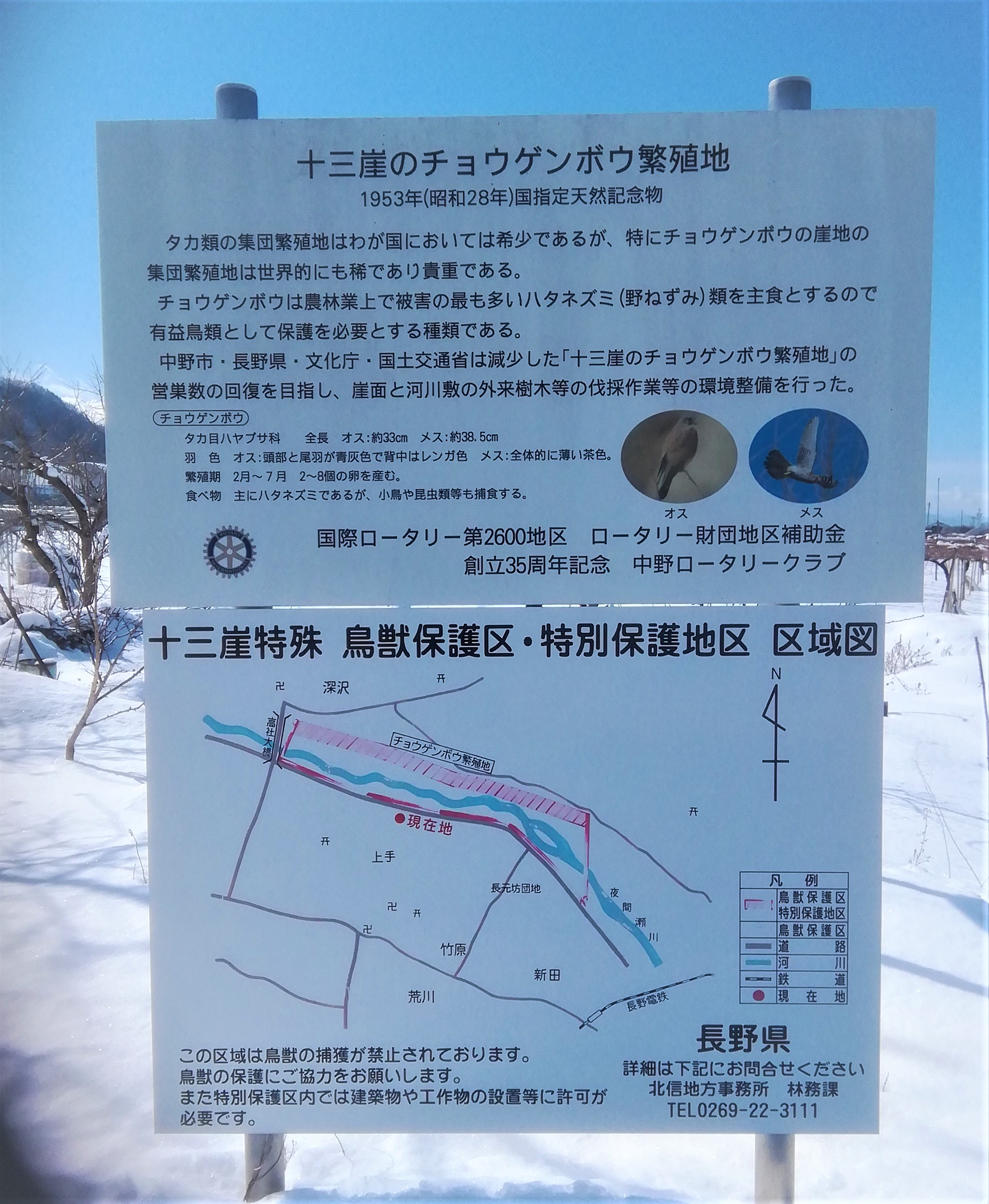
案内板

十三崖は、高社山のすそ野を夜間瀬川が浸食してできた崖である。1406年（応永13年）中野市の南西側を流れていた夜間瀬川は大洪水で流れが北側へ移動し、現在に近い位置になったとされている。夜間瀬川によって崖面が繰り返し浸食されたため、垂直な崖面となった。崖は北西から南東に約1,500メートル、中央部分で30メートル以上の高さがある。

## 中野市立博物館
中野市立博物館では展示室で「十三崖のチョウゲンボウ繁殖地」を展示している。

## 周辺
- 柳沢遺跡
- 中野市立博物館